# Parafia Najświętszego Serca Pana Jezusa i Niepokalanego Serca Najświętszej Maryi Panny w Strzelczyskach
Parafia Najświętszego Serca Pana Jezusa i Niepokalanego Serca Najświętszej Maryi Panny w Strzelczyskach − parafia rzymskokatolicka znajdująca się w archidiecezji lwowskiej w dekanacie Mościska.